# Leucocroton brittonii
Leucocroton brittonii là một loài thực vật có hoa trong họ Đại kích. Loài này được Alain mô tả khoa học đầu tiên năm 1952.